# John Abraham
John Abraham (Mumbai, 17 dicembre 1972) è un attore indiano.
È uno tra i volti più noti della nuova generazione di Bollywood.
Ha esordito nel 2003 con Jism, per il quale ha ricevuto una nomination ai Filmfare Awards per il miglior debutto.
Oltre alla carriera di attore Abraham si è cimentato nella produzione cinematografica con la J.A. Entertainment con la pellicola Vicky Donor (2012). Da allora ha prodotto molti dei suoi film e ha anche scritto la storia di Attack: Part 1 (2022). 
Al di fuori dell'ambito cinematografico, è il comproprietario della squadra di calcio della Super League indiana NorthEast United FC.

## Biografia
A partire dai 2014 è il proprietario del North East United Football Club, club indiano militante nell'Indian Super League.

## Filmografia parziale
- Jism, regia di Amit Saxena (2003)
- Dhoom, regia di Sanjay Gadhvi (2004)
- Elaan, regia di Vikram Bhatt (2005)
- Kaal, regia di Soham Shah (2005)
- Water - Il coraggio di amare (Water), regia di Deepa Mehta (2005)
- Zinda, regia di Sanjay Gupta (2006)
- Taxi No. 9 2 11: Nau Do Gyarah, regia di Milan Luthria (2006)
- Non dire mai addio (Kabhi Alvida Naa Kehna), regia di Karan Johar (2006)
- Baabul, regia di Ravi Chopra (2006)
- Hattrick, regia di Milan Luthria (2007)
- No Smoking...!, regia di Anurag Kashyap (2007)
- Appartamento per... 3 (Dostana), regia di Tarun Mansukhani (2008)
- New York, regia di Kabir Khan (2009)
- Jhootha Hi Sahi, regia di Abbas Tyrewala (2010)
- Desi Boyz, regia di Rohit Dhawan (2011)
- Race 2, regia di Abbas Burmawalla (2013)
- I, Me aur Main, regia di Kapil Sharma (2013)
- Shootout at Wadala, regia di Sanjay Gupta (2013)
- Rocky Handsome, regia di Nishikant Kamat (2016)
- Force 2, regia di Abhinay Deo (2016)
- Pathaan, regia di Siddharth Anand (2023)